# Amatl

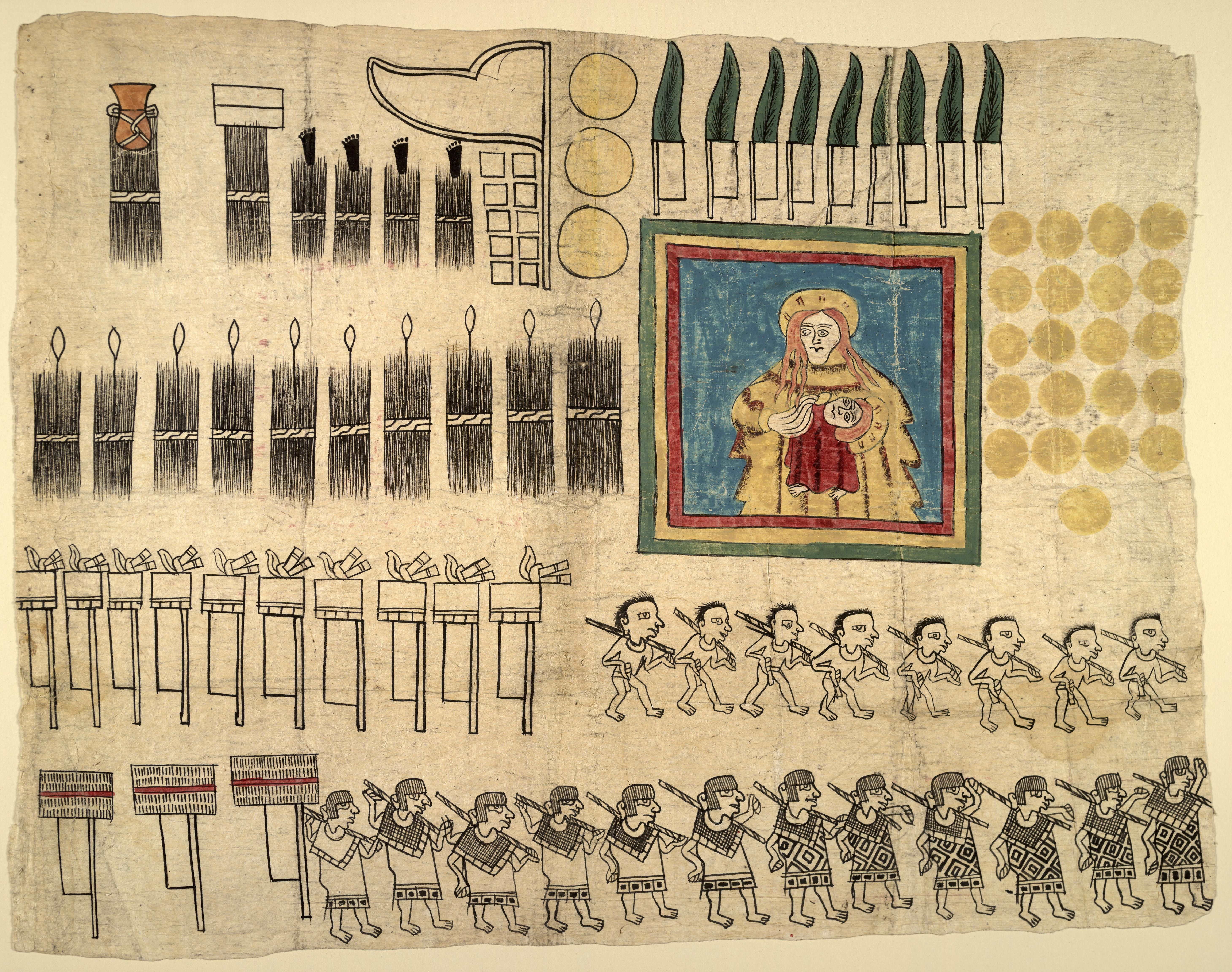
Parte del codice Huexotzinco, scritto su amatl

L'amatl (nahuatl: āmatl; spagnolo: amate o papel amate) è un tipo di carta utilizzata nella Mesoamerica precolombiana. Veniva prodotta bollendo la corteccia interna di numerosi tipi di alberi del genere Ficus, come il F. cotinifolia ed il F. padifolia. Il resistente materiale fibroso veniva pestato con una pietra fino a produrre una carta sottile e delicata, di colore marrone chiaro con la superficie caratterizzata da linee di increspatura.
Il suo uso in Mesoamerica è databile probabilmente ad almeno l'inizio del periodo preclassico della cronologia mesoamericana, ovvero nel I millennio a.C. L'iconografia (su pietra) di quel periodo contiene immagini di oggetti ritenuti di carta. Ad esempio, il monumento 52 del sito olmeco di San Lorenzo Tenochtitlán raffigura un personaggio con le orecchie ornate con pendenti di carta piegata.

## Etimologia
Nonostante la fabbricazione e l'uso fosse comune in tutte le civiltà mesoamericane, questo materiale viene oggi chiamato con il nome nahuatl, amatl. Il termine spagnolo amate deriva direttamente dalla parola nahuatl. Sia nel XVI secolo che nell'odierna lingua maya yucateca, la parola equivalente è kopo (nell'ortografia moderna scritta anche come copo). Nella lingua maya classica, lingua predominante nelle iscrizioni in geroglifici maya, l'equivalente sembra essere stato huun (o hun), che significava anche "libro" o "corteccia".

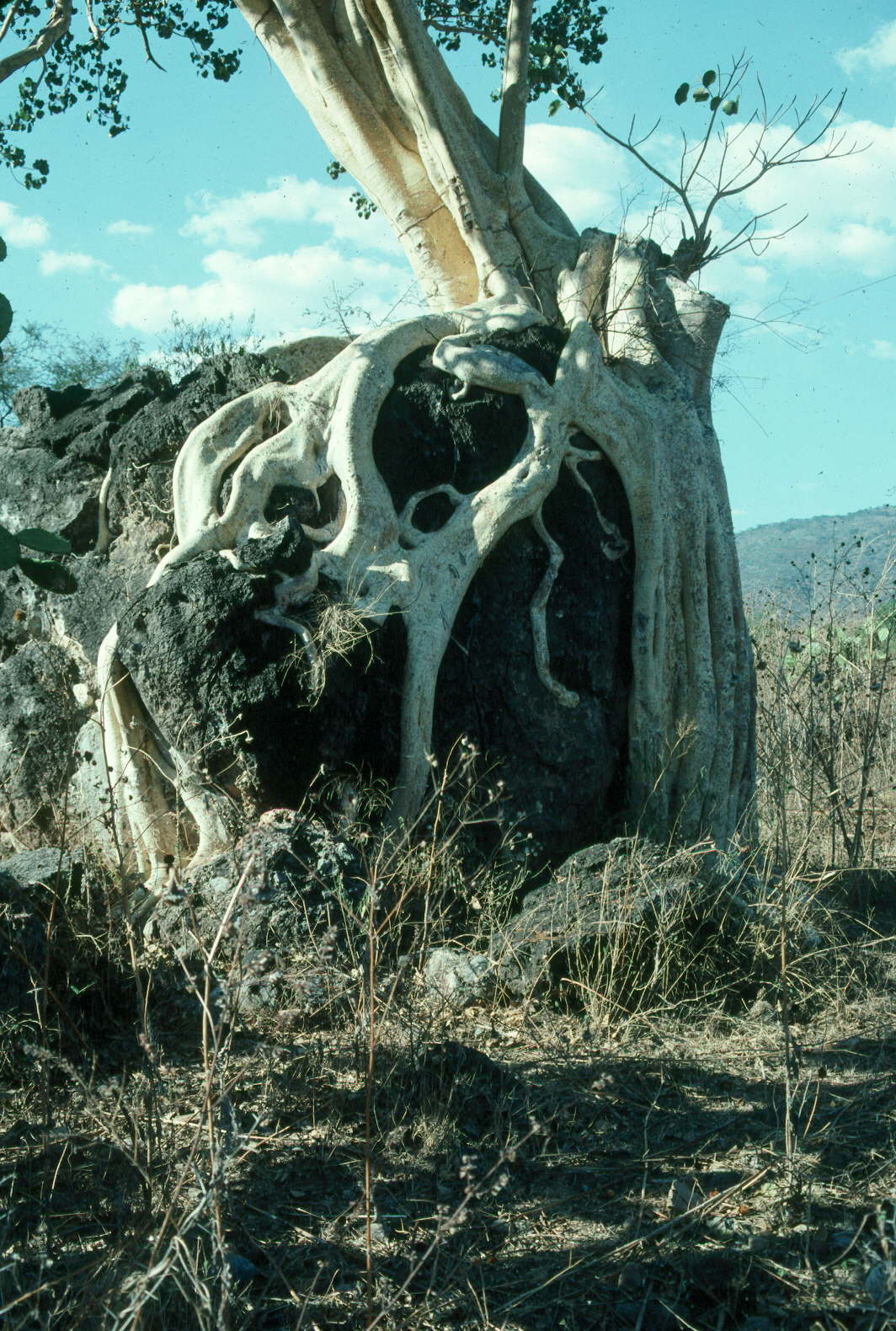
Albero di Amate nel Guerrero settentrionale, in Messico

## Usi
Questo tipo di carta veniva usata sia per scopi religiosi che secolari. Poteva essere dipinta con un pennello ed arrotolata o piegata per conservarla. Veniva usata come materiale di costruzione per i libri di molte culture mesoamericane, tra cui i codici maya ed i codici aztechi.

## Papel amate come forma d'arte moderna
A partire dall'inizio del XX secolo molte tribù messicane di lingua Nahuatl iniziarono a dipingere su carta amate come forma d'arte, soprattutto per motivi commerciali e turistici. Anche oggi questo genere di opere può essere osservato in Messico sud-occidentale, in particolare negli Stati di Guerrero, Oaxaca e Jalisco, sia sotto forma di stampa che come dipinti.
Come molte altre forme di arte folcloristica, pochissimi pittori hanno acquisito notorietà grazie a questa tecnica. Tra i pittori più rappresentativi vi sono Inocencio Jimenez e Felix Jimenez Chino, Marcial, Juan e Felix Camilo Ayala e Roberto ed Abraham Mauricio Salazar.

### Approfondimento
- Codex Espangliensis. URL consultato il 5 settembre 2017 (archiviato dall'url originale il 17 marzo 2006).. Un moderno codice d'arte stampato su carta amatl